# 7,5 cm FK 38
75-мм польова гармата FK 38 (нім. 7,5-cm-Feldkanone 38) — німецька 75-мм польова гармата періоду Другої світової війни, що використовувалася у війні вермахтом та в передвоєнні часи Збройними силами Бразилії. Гармата була розроблена на основі німецької 75-мм польової гармати leFK 18.

## Опис
75-мм польова гармата FK 38 являла собою гармату, створену Круппом на замовлення Бразилії на основі 75-мм польової гармати FK 18 власної розробки та пізніше прийнятої на озброєння вермахту.
FK 38 мала сучасний дизайн, з дульним гальмом та розсувну станину, і стріляла унітарними боєприпасами. Це було значне покращення в порівнянні з її оригіналом — 7,5cm leFK 18, з більш ніж на 2000 м більшою дальністю стрільби та покращеним ходом, хоча система стала досить важкою і вже не вважалася легкою.
Гальмо відкату було вбудовано в люльку під стволом, а зворотна пружина розміщувалася над ним. Гармата мала довший ствол, ніж 75-мм гармата leFK 18 німецької армії, і в результаті максимальна дальність стрільби зросла з 9425 м до 11 508 м. Деякі екземпляри мали колеса з дерев'яними спицями та сталевими ободами й призначалися для буксирування кіньми. Інші були доповнені колесами з характерними литими спицями — двома «напівколесами» з шістьма спицями кожне, встановленими спиною до спини, але зміщеними, щоб отримати дванадцять спиць. Артилерійська система мала окремий лафет із відкатними лопатами на кінці кожної станини. Станини відкидалися приблизно на дві третини назад від гармати і могли бути складені вперед, щоб скоротити довжину гармати під час буксирування. В результаті буксирні гаки були встановлені в точці складання.
Артилерійська система розроблялася на бразильське замовлення, і до вересня 1938 року у Бразилію було поставлено 65 гармат. Тим часом, у Сухопутних військах вермахту 75-мм leFK 18 не здобув особливого успіху, оскільки гармата виявилася дуже дорогою у виготовленні та мала недостатню дальність стрільби, тому в 1942 році проєкт FK 38 був модифікований відповідно до вимог ОКГ і запущений у серійне виробництво для потреб власної артилерії. Гармати FK 38 частково замінили leFK 18 на фронті, хоча було виготовлено лише 80 екземплярів, тому він не став основною системою польової артилерії вермахту. За станом на 1945 рік в армії перебувало 26 одиниць цих гармат.
У день «Д» у ході висадки союзного морського десанту в Нормандії одна гармата FK 38 була захоплена на плацдармі «Юта», принаймні дві — на плацдармі «Голд» і, можливо, одна на плацдармі «Сорд»..

## Зброя схожа за ТТХ та часом застосування
- 80-мм польова гармата M.17
- 80-мм польова гармата FK M 18
- 75-мм гармата F.R.C Modèle 1935
- 75-мм польова гармата GP II
- 75-мм польова гармата GP III
- 75-мм гармата 75/27 modello 11
- 75-мм гаубиця 75/18 modello 34
- 76-мм гармата Ehrhardt Model 1901
- 76-мм полкова гармата зразка 1927 року
- 76-мм дивізійна гармата зразка 1942 року (ЗІС-3)
- 76-мм дивізійна гармата зразка 1939 (УСВ)
- 76-мм дивізійна гармата зразка 1936 року (Ф-22)
- 75-мм польова гармата FK 16 nA
- 75-мм польова гармата зразка 1897 року
- 75-мм польова гармата modèle 1914 Schneider
- 75-мм гармата M1917
- 76-мм гармата M1897 на лафеті M2
- 75-мм польова гармата Тип 38
- 75-мм польова гармата Тип 90